# Choroba korkowa wina

Wzór strukturalny 2,4,6-trichloroanisolu

Choroba korkowa wina – wada wina powstająca wskutek obecności chloroanizoli powstałych w wyniku metylacji chlorofenoli przez mikroorganizmy bytujące na korku. Wino zaatakowane chorobą korkową ma nieprzyjemny smak i zapach. Jest on określany  jako stęchły, ziemisty. Może maskować naturalny aromat wina i obniża jego jakość. 
Obecność prekursorów chloroanizoli – chlorofenoli – może wynikać z używania pestycydów  w uprawie dębu korkowego, jak również ze stosowania chlorowych środków konserwujących w produkcji korka, czego się dziś już nie praktykuje. 2,4,6-trichloroanizol (TCA), powstający w wyniku metylacji 2,4,6-trichlorofenolu (TCP),  a w mniejszym stopniu 2,3,4,6-tetrachloroanizol i pentachloroanizol (PCA) są przyczyną co najmniej 80% przypadków choroby korkowej wina. Związki te produkowane są przez różne rodzaje grzybów, m.in. Penicillium, Aspergillus, Trichoderma, Fusarium. Wadę tę może powodować także tzw. „szlachetna pleśń” (Botrytis cinerea), tymczasem zarażone nią winogrona uchodzą za pożądane w produkcji niektórych rodzajów win. 
Szacuje się, że 2–7% korkowanych win posiada tę wadę. Straty w winiarstwie przez nią wywołane szacuje się w skali światowej na 10 miliardów dolarów rocznie.